# Orasema monomoria
Orasema monomoria is een vliesvleugelig insect uit de familie Eucharitidae. De wetenschappelijke naam is voor het eerst geldig gepubliceerd in 2000 door Heraty.